# National Heritage List for England
La National Heritage List for England (NHLE; podría traducirse al español como Lista del Patrimonio Nacional de Inglaterra) es una lista oficial de los edificios, monumentos, parques y jardines, ruinas, campos de batalla, lugares designados Patrimonio de la Humanidad y otros elementos patrimoniales que merece la pena conservar. Los bienes incluidos en la lista, o situados en un de las áreas designadas para su conservación, están protegidos frente a su alteración o demolición, para lo cual se requeriría un permiso especial, que habría de ser concedido por los organismos de planificación.
La aprobación del Acta de Protección de Monumentos Antiguos de 1882 conllevó la configuración del esqueleto de lo que es la lista en la actualidad, con cincuenta monumentos prehistóricos que pasaron a ser protegidos por el Estado. Las enmiendas a esta acta incrementaron los niveles de protección y añadieron nuevos elementos a la lista. 
La lista, de cuya manutención se encarga Historic England, lanzó su versión en línea en 2011 y, a fecha de 2018, incluye más de 600 000 bienes y cada año se añaden más. 